# Trade Union Act 1871
Trade Union Act 1871 var ett beslut i Storbritanniens parlament från 1871. Genom det legaliserades fackföreningar för första gången. Lagen upphävdes slutligen genom att den ersattes av Trade Union and Labour Relations Act 1974.

## Bakgrund
Storbritanniens konservative premiärminister, Earlen av Derby, såg 1867 till att det bildades en kommitté rörande fackföreningsfrågan 1867. En arbetare var representant, Herr Frederic Harrison, som företrädde fackföreningarna.